# ولاية نيمروز

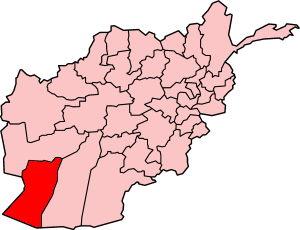
ولاية نيمروز

ولاية نيمروز من إحدی الولايات الـ 34 بأفغانستان تقع في أقصی جنوبي البلاد، حيث تحدها ولاية هلمند شرقاً، فراه شمالاً، باكستان جنوباً وإيران غرباً. کلمة نيمروز بلوشية الأصل تعني نصف النهار وتشکّل معظم أراضيها صحراء قاحلة. عاصمتها مدينة زرنج والتي تقع علی مقربة من الحدود الإيرانية حيث بتحرك تجّار البلوش من إيران بکثافة. تبلغ مساحة نيمروز 41000 کيلو متر مربع وسکانها حوالي 400,000 نسمة، معظمهم من البلوش. مناخها حار وحارق جداً في الصيف وقد تصل درجات الحرارة فيها إلی أکثر من 50 درجة مئوية وهي بذلك من أسخن المحافظات طقساً بأفغانستان. تعد نيمروز من الأقاليم الأکثر هدوءاً فی البلاد وهى تشهد تتطور وانخفاض في استعمال العملات الأجنبية ورفع لقيمة العملة الأفغانية وتحسين ظروف المعيشة لسكان الولاية في ظل الحصار الذى يقوم به المجتمع الغربى وخاصة الولايات المتحدة الأمريكية .

## خلفيّة
نمروز هي واحدة من 34 مقاطعة في أفغانستان، وتقع في الجزء الجنوبي الغربي من البلاد. تقع إلى الشرق من مقاطعة سيستان وبلوشستان الإيرانية وشمال بلوشستان، باكستان، وتحدها أيضًا مقاطعتي فرح وهلمند الأفغانية. يبلغ عدد سكانها حوالي 186,963 نسمة. المقاطعة مقسمة إلى خمس مناطق، تضم حوالي 649 قرية. مدينة زارانج بمثابة عاصمة المقاطعة ومطار زارانج، الذي يقع بجانب تلك المدينة، بمثابة مطار محلي للمقاطعة. يقع سد كمال خان الذي تم تشييده مؤخرًا في منطقة شهار برجك. اسم نمروز يعني «منتصف النهار» أو «نصف يوم» في البلوشية. يُعتقد أن الاسم يشير إلى أن خط الزوال الذي يقطع العالم القديم إلى نصفين يمر عبر هذه المنطقة. تغطي نمروز 43000 كم 2. وهي المقاطعة الأكثر كثافة سكانية في البلاد، وتقع في حوض سيستان. جزء كبير من المحافظة هو منطقة صحراء دشتي مارغو القاحلة. في عام 2021، سيطرت طالبان على المحافظة خلال هجوم طالبان عام 2021.

## التاريخ
كانت المنطقة التي تتكون منها الآن مقاطعة نمروز في أفغانستان جزءًا من منطقة سيستان التاريخية والتي احتلتها الإمبراطورية الأخمينية والإسكندر الأكبر وآخرين على مر القرون قبل أن يغزوها العرب المسلمون وتحولوا إلى الإسلام في القرن السابع. أصبحت المنطقة جزءًا من السلالة الصفارية عام 860 م وعاصمتها زارانج، والتي كانت واحدة من أولى السلالات المحلية في العصر الإسلامي. ولد مؤسسها يعقوب الصفاري ونشأ في هذه المنطقة. أصبحت المنطقة جزءًا من الغزنويين يليها الغوريون والتيموريون والصفويون. في أوائل القرن الثامن عشر، سقطت المنطقة إلى الأفغاني سلالة هوتاكي حتى أزيلوا من السلطة في 1738 من قبل نادر شاه. بحلول 1747، أحمد شاه دوراني جعلها جزءا من أفغانستان بعد أن غزا الأراضي من شمال شرق إيران إلى دلهي في الهند. في ظل الحكومات الأفغانية الحديثة، كانت المقاطعة تعرف باسم مقاطعة تشاخانسور حتى عام 1968، عندما تم فصلها لتشكيل محافظات نمروز وفرح. أصبحت مدينة زارانج عاصمة مقاطعة نمروز في ذلك الوقت. خلال ال الحرب السوفيتية الأفغانية، تم استخدام مقاطعة نمروز من قبل المجاهدين عبور ذهابا وإيابا بين أفغانستان والدول المجاورة. كما تم استخدامه من قبل اللاجئون الأفغان الهروب من الحرب وكذلك من قبل المهربين. عندما وصلت طالبان إلى السلطة في عام 1995، استولوا على بلدة ديلارام التي تسيطر على الطرق (الآن داخل مقاطعة فرح)، وتوصلوا إلى اتفاق مع قادة المجاهدين المحليين على أن مصير المقاطعة لن يتقرر حتى يظهر منتصر واضح فيها. الاستيلاء على كابول. ومع ذلك، تقدمت طالبان في نمروز بعد أيام فقط، وهرب المجاهدون تحت قيادة عبد الكريم براهوي إلى إيران.

### وجود الناتو وإدارة كرزاي

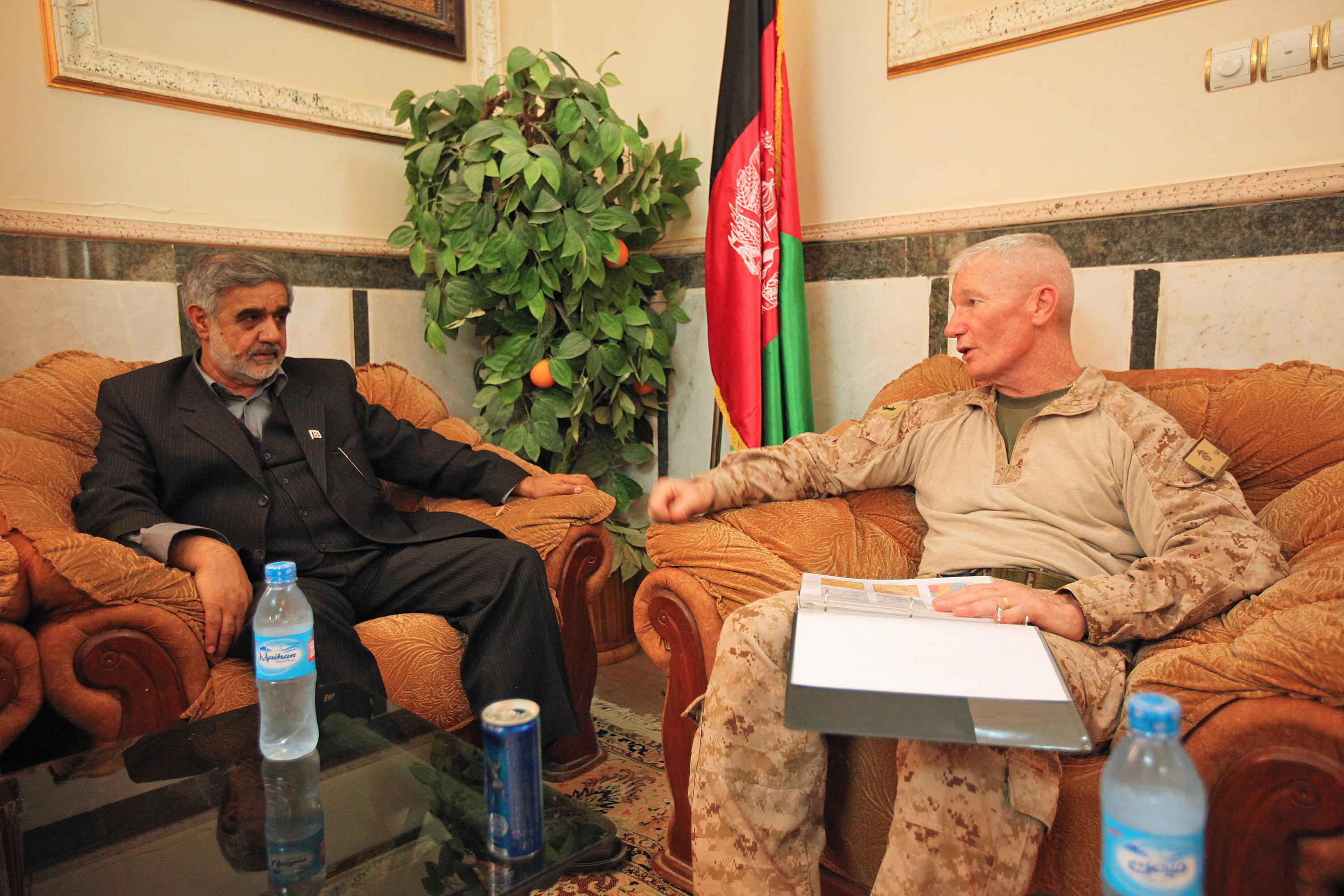
المحافظ السابق عبد الكريم البراهوي واللواء ماج. الجنرال. جون أ.تولان، القائد العام للقيادة الإقليمية الجنوبية الغربية من أجل مناقشة القضايا المحلية في عام 2011.

بعد الغزو الذي قادته الولايات المتحدة في أكتوبر / تشرين الأول 2001، بدأت طالبان تفقد السيطرة على الإقليم لصالح الحكومة الأفغانية الجديدة بقيادة الرئيس حامد كرزاي. المنطقة معروفة تاريخيا بتهريب المخدرات والأسلحة بين أفغانستان وإيران وباكستان. يستخدم العديد من المقاتلين الأجانب أيضًا المقاطعة للتنقل ذهابًا وإيابًا بين الدول الثلاث. تم بناء طريق ديلارم-زارانج السريع من قبل الحكومة الهندية في عام 2009، وهو أحد الطرق التجارية الرئيسية للبلاد ومن المتوقع أن يعزز التنمية الاجتماعية والاقتصادية في المقاطعة.
منذ عام 2002، كان أعضاء من مشاة البحرية الأمريكية موجودين في المقاطعة. عندما وصلت قوة المساعدة الأمنية الدولية (إيساف) إلى قندهار، أصبحت مقاطعة نمروز جزءًا من القيادة الإقليمية الجنوبية الغربية. يتم تدريب قوات الأمن الوطني الأفغانية المحلية من قبل هذه القوات. كما تشارك القوة الدولية في أنشطة التنمية.

## الرعاية الصحيّة
انخفضت نسبة الأسر المعيشية التي لديها مياه شرب نظيفة من 38٪ في عام 2005 إلى 24٪ في عام 2011. ارتفعت النسبة المئوية للولادات التي تمت تحت إشراف قابلة ماهرة من 7٪ في عام 2005 إلى 28٪ في عام 2011.

## التعليم
ارتفع معدل الإلمام بالقراءة والكتابة الإجمالي (6 سنوات فأكثر) من 22٪ في عام 2005 إلى 23٪ في عام 2011. ارتفع معدل الالتحاق الصافي الإجمالي (6-13 عامًا) من 33٪ في عام 2005 إلى 49٪ في عام 2011.

## النقل والاقتصاد

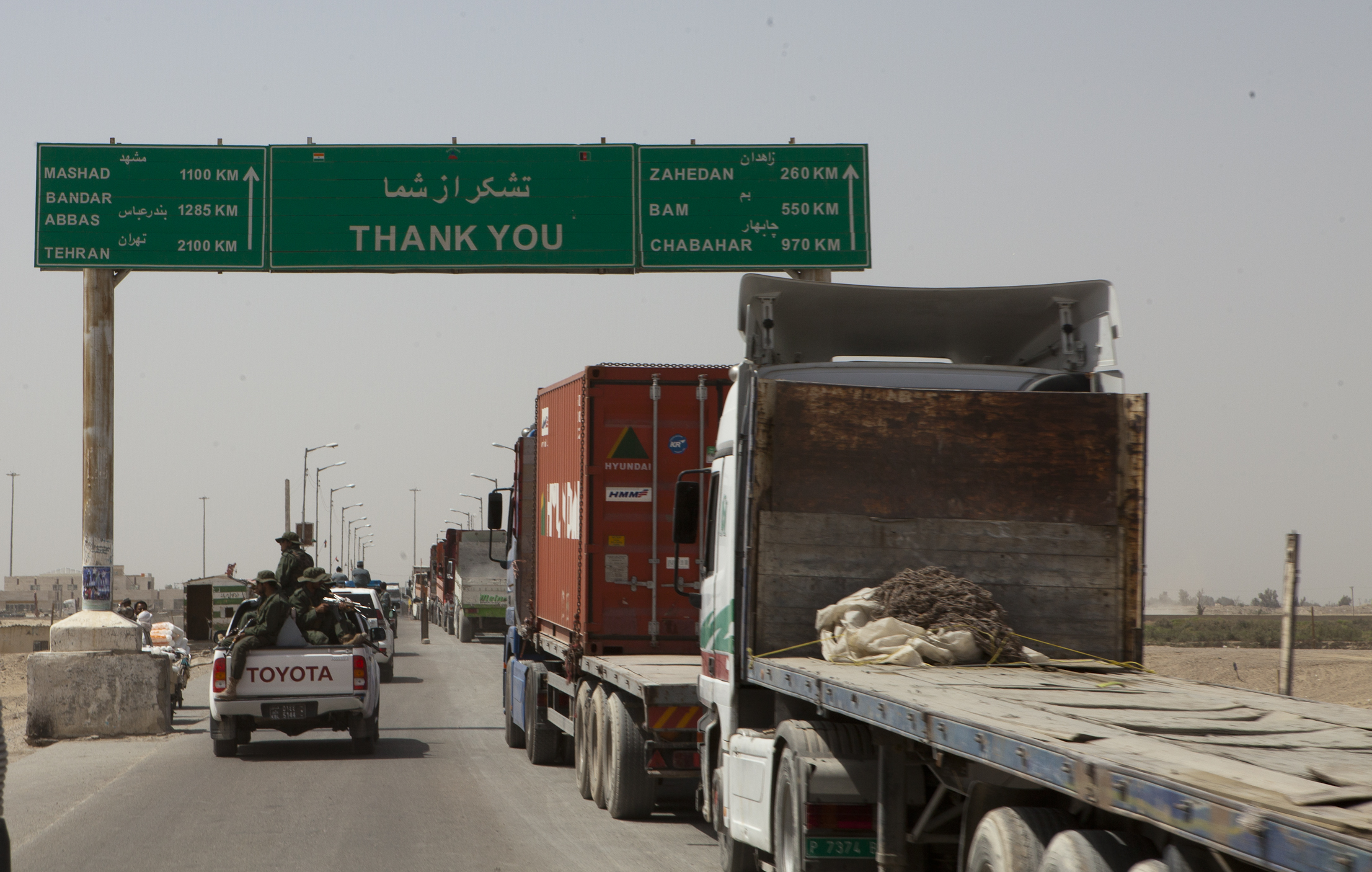
طريق ديلارام - زارانج السريع عند المعبر الحدودي الأفغاني الإيراني في زارانج.

اعتبارًا من يونيو 2014، كان مطار زارانج الذي يقع بالقرب من مدينة زارانج رحلات منتظمة إلى هرات. تم بناء طريق ديلارام - زارانج السريع من قبل الهند عبر تشاكناسور، والذي من المتوقع أن يعزز التنمية الاجتماعية والاقتصادية في المنطقة. التجارة والزراعة والرعي هي المصدر الرئيسي لدخل الأغلبية. وهذا يشمل الزراعة وتربية الحيوانات. تشمل الحيوانات الأغنام والماعز والماشية والدواجن. تنتج المحافظة ما يلي: قمح، ذرة، شمام، الخشخاش. المروية كلها تقريبا. لطالما كانت ولاية نمروز معزولةً في الماضي. أدى ذلك إلى قيام أحد المؤلفين في عام 2010 بتسميتها «الإقليم المنسي» لأفغانستان. تاريخياً، كانت المنطقة بمثابة مركز تهريب رئيسي بسبب حدودها مع إيران وباكستان. أصبحت المقاطعة ذات شعبية كبيرة بعد أن أصبح طريق التجارة بين إيران وأفغانستان عاملاً، مما يوفر دخلاً آخر كبير للحكومة الأفغانية.

## الجغرافية
يهيمن حوض سيستان على المحافظة. يغطي منخفض جودزاريه أجزاء كثيرة من الجنوب والتي تشمل المستنقعات والبحيرات الجافة.

## الديموغرافيا

احياء نمروز

تقدر إن سي آي إيه عدد سكان مقاطعة نمروز بحوالي 186,963 نسمة. يشمل هذا التقدير العديد من بدو الكوتشي الذين يسكنون المقاطعة موسمياً والسكان الأصليون. إنها المقاطعة الوحيدة في أفغانستان حيث تشكل المجموعة العرقية البلوشية أغلبية. يتبع البلوش البشتون والبراهوي والطاجيك والأوزبكي والهزارة. قبائل البشتون هم في الغالب باراكزاي ونورزاي. تقريبا جميع السكان باستثناء الهزاره يتبعون المذهب السني. اللغات المستخدمة في المقاطعة هي الباشتو والداري والبلوشى.

### السكان حسب المناطق
| المقاطعة  | العاصمة  | عدد السكان | المساحة     | عدد القرى والمجموعات العرقية                           |
| --------- | -------- | ---------- | ----------- | ------------------------------------------------------ |
| شهار برجك |          | 8080       | 21,864 كم 2 | 65 قرية. 88٪ بلوش، 10٪ براهاوي، 1٪ بشتون، 1٪ طاجيك.    |
| شاخانسور  | شاخانسور | 11165      | 9699 كم 2   | 160 قرية. البشتون والطاجيك والبلوش والهزارة.           |
| كانغ      |          | 13514      | 1250 كم 2   | 119 قرية. 60٪ الباشتون، 25٪ البلوش، 15٪ الطاجيك.       |
| رود خاش   | خاش      | 35381      | 5766 كم 2   | 63 قرية. 55٪ باشتون، 20٪ بلوش، 15٪ براهاوي، 10٪ طاجيك. |
| زارانج    | زارانج   | 49851      | 755 كم 2    | 242 قرية. 44٪ البلوش، 34٪ الباشتون، 22٪ الطاجيك.       |

## المديريات
زرنج، کنک، شاربرجک، خاشرود وشخانسور.